# Hoogovenstoernooi 1964
Het Hoogovenstoernooi 1964 was een schaaktoernooi dat plaatsvond in het Nederlandse Beverwijk. Het werd gewonnen door Iivo Nei en Paul Keres.

## Eindstand
| Nr.   | Speler              | Punten |
| ----- | ------------------- | ------ |
| Goud  | Iivo Nei            | 11½    |
| Goud  | Paul Keres          | 11½    |
| Brons | Lajos Portisch      | 11     |
| 4     | Borislav Ivkov      | 10     |
| 5     | Bent Larsen         | 9½     |
| 5     | Levente Lengyel     | 9½     |
| 5     | Bruno Parma         | 9½     |
| 8     | Miroslav Filip      | 8½     |
| 9     | Klaus Darga         | 7½     |
| 10    | Coen Zuidema        | 6½     |
| 10    | Milko Bobotsov      | 6½     |
| 10    | Johannes Donner     | 6½     |
| 13    | Theo van Scheltinga | 5      |
| 14    | Carel van den Berg  | 3½     |
| 15    | Arthur Dunkelblum   | 2      |
| 16    | Paul de Rooi        | 1½     |